# جوليا غرينوود
جوليا غرينوود (1951 - ) (بالإنجليزية: Julia Greenwood)‏ هي لاعبة كريكت بريطانية.

## وصلات خارجية
- جوليا غرينوود على موقع إي آس بي آن كريك إنفو (الإنجليزية)